# 三玉大塚古墳
三玉大塚古墳（みたまおおつかこふん）は、広島県三次市吉舎町三玉にある古墳。形状は帆立貝形古墳。広島県指定史跡に指定されている。

## 概要
広島県北部、馬洗川に東から突き出す丘陵の尾根頂部（標高280メートル、比高80メートル）に築造された古墳である。1903年（明治36年）に盗掘されて副葬品が出土し、1980-1982年（昭和55-57年）に史跡整備に伴う調査が実施されている。
墳形は、前方部（方形部）が短小な帆立貝形の前方後円形で、方形部を北西方向に向ける。墳丘は3段築成。墳丘長は41メートルを測り、三次盆地では有数の規模になる。墳丘外表では、帯状の葺石が認められるほか、円筒埴輪列（朝顔形埴輪含む）・形象埴輪（人物形・馬形・家形・蓋形埴輪）・須恵器（小型埦形土器・𤭯・壺・甕）が出土している。また墳丘周囲には幅約8メートルの周溝が、その外側に周堤（外堤）が巡らされる。埋葬施設は後円部（円丘部）の頂部中央における竪穴式石室（竪穴式石槨）で、内部に鎹を使用した木棺を据えたとみられる。大部分が盗掘で破壊されているが、墳頂下2.7メートルという深い位置で石室が発見されたといわれ、鎹使用木棺とともに朝鮮半島系の要素を示す。石室内からは、銅鏡2面のほか玉類・武器・甲冑・馬具など多数の副葬品が出土している。
築造時期は、古墳時代中期の5世紀後半頃と推定される。三玉大塚古墳の位置する地域は三次盆地の東南端であり、瀬戸内海への芦田川と日本海への江の川水系を結ぶ交通上要衝に立地する。三次盆地は帆立貝形古墳が集中する地域として知られており、最大規模の糸井大塚古墳は未調査であるが、三玉大塚古墳や酒屋高塚古墳には渡来系石室の要素が認められるほか、三玉大塚古墳や八幡山1号墳などでは鉄製武器・甲冑が出土していることから、軍事的性格とともに畿内ヤマト王権・朝鮮半島とのつながりを持った被葬者像が示唆される。
古墳域は1978年（昭和53年）に広島県指定史跡に指定されている。現在では史跡整備のうえで公園として公開されている。

## 遺跡歴
- 1903年（明治36年）、盗掘。副葬品出土（1942年に高橋直一が報告、主な出土品は東京国立博物館所蔵）。
- 1978年（昭和53年）10月4日、広島県指定史跡に指定。
- 1980-1982年（昭和55-57年）、環境整備および整備に伴う調査（広島県教育委員会・吉舎町教育委員会、1983年に報告）。

## 墳丘

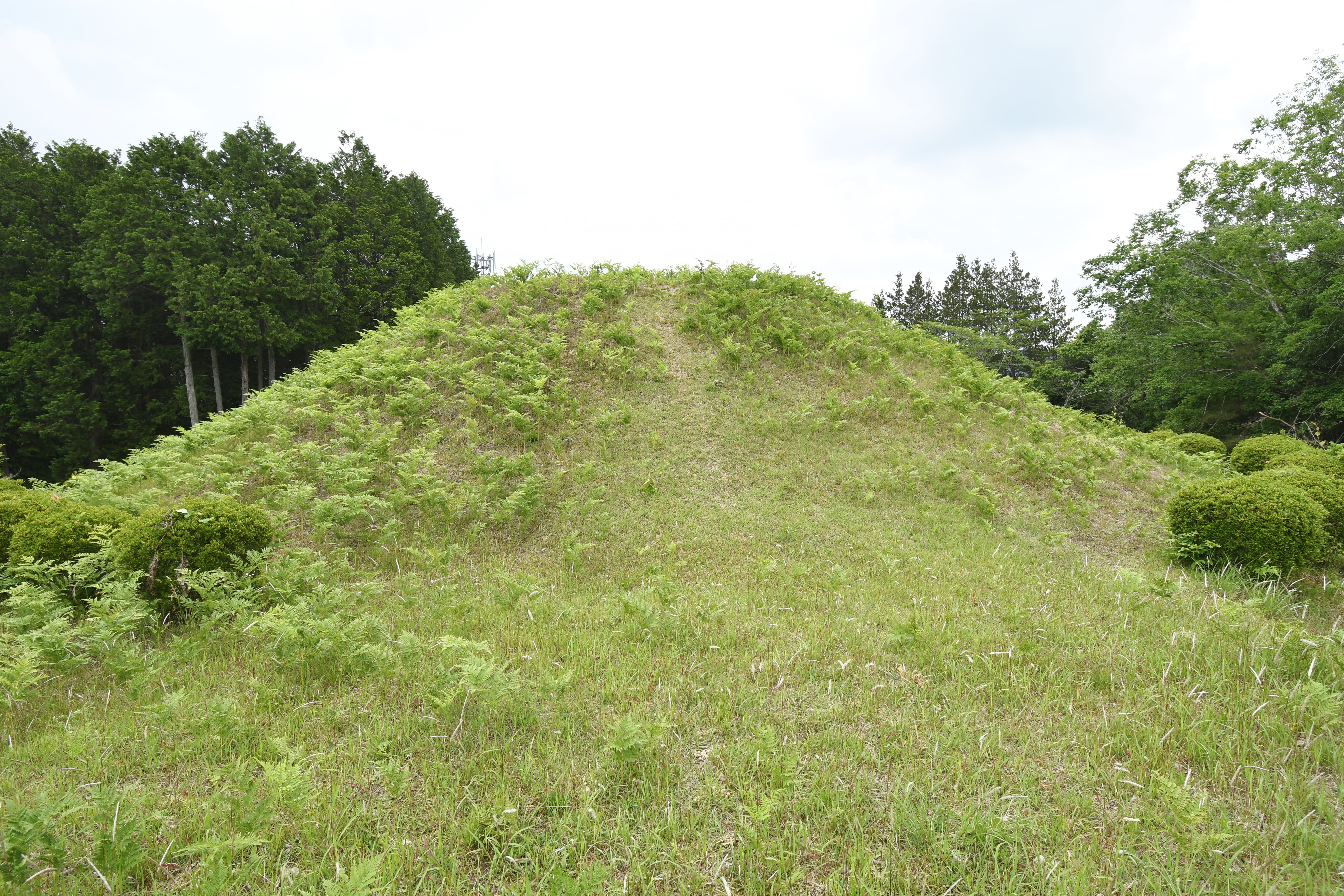
前方部から後円部を望む
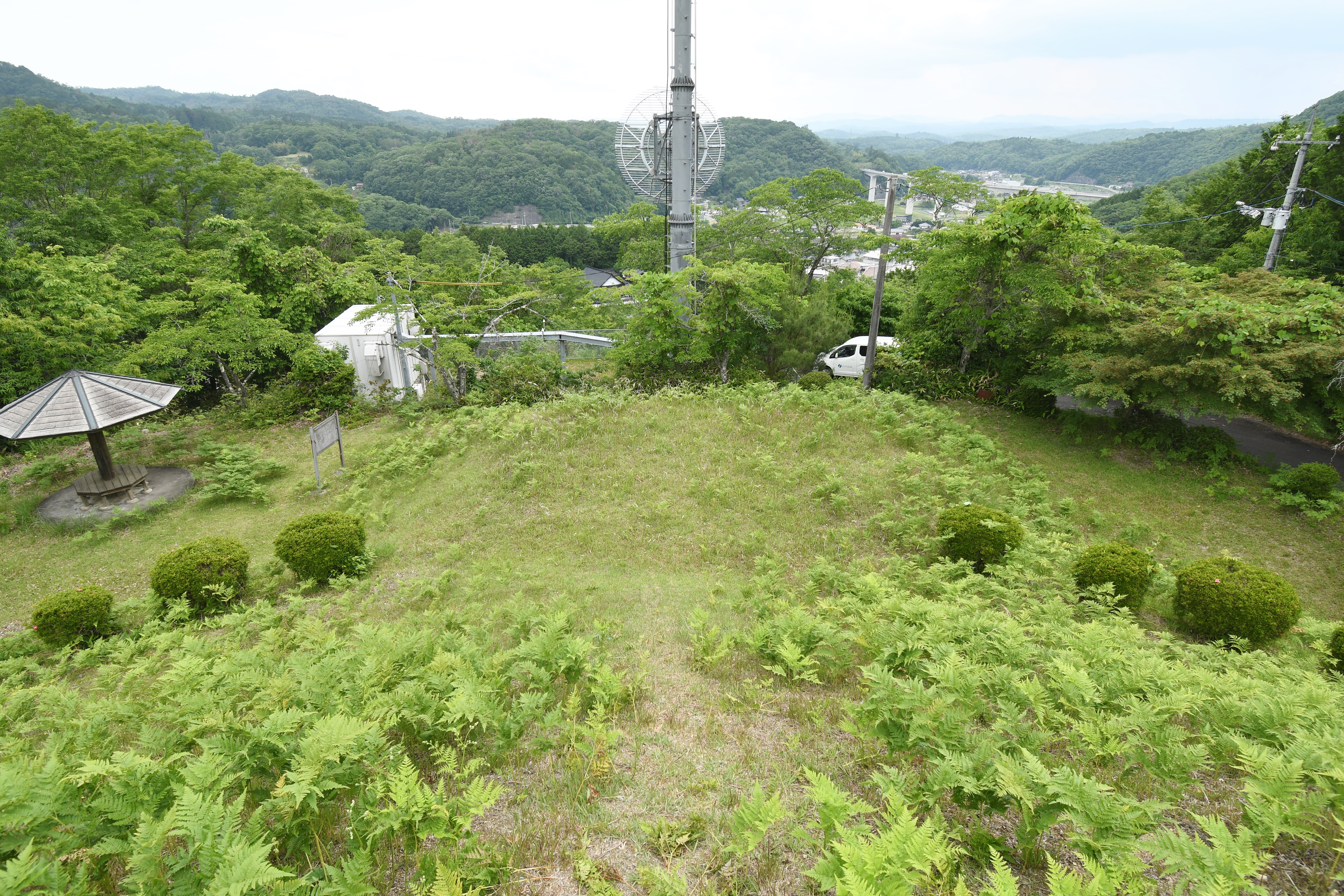
後円部から前方部を望む

墳丘の規模は次の通り。
- 墳丘長：41メートル
- 後円部（円丘部）
  - 直径：33.3メートル
  - 高さ：7.9ｍ
- 前方部（方形部）
  - 長さ：7.7メートル
  - 幅：9メートル

- 前方部から後円部を望む
- 後円部から前方部を望む

## 埋葬施設

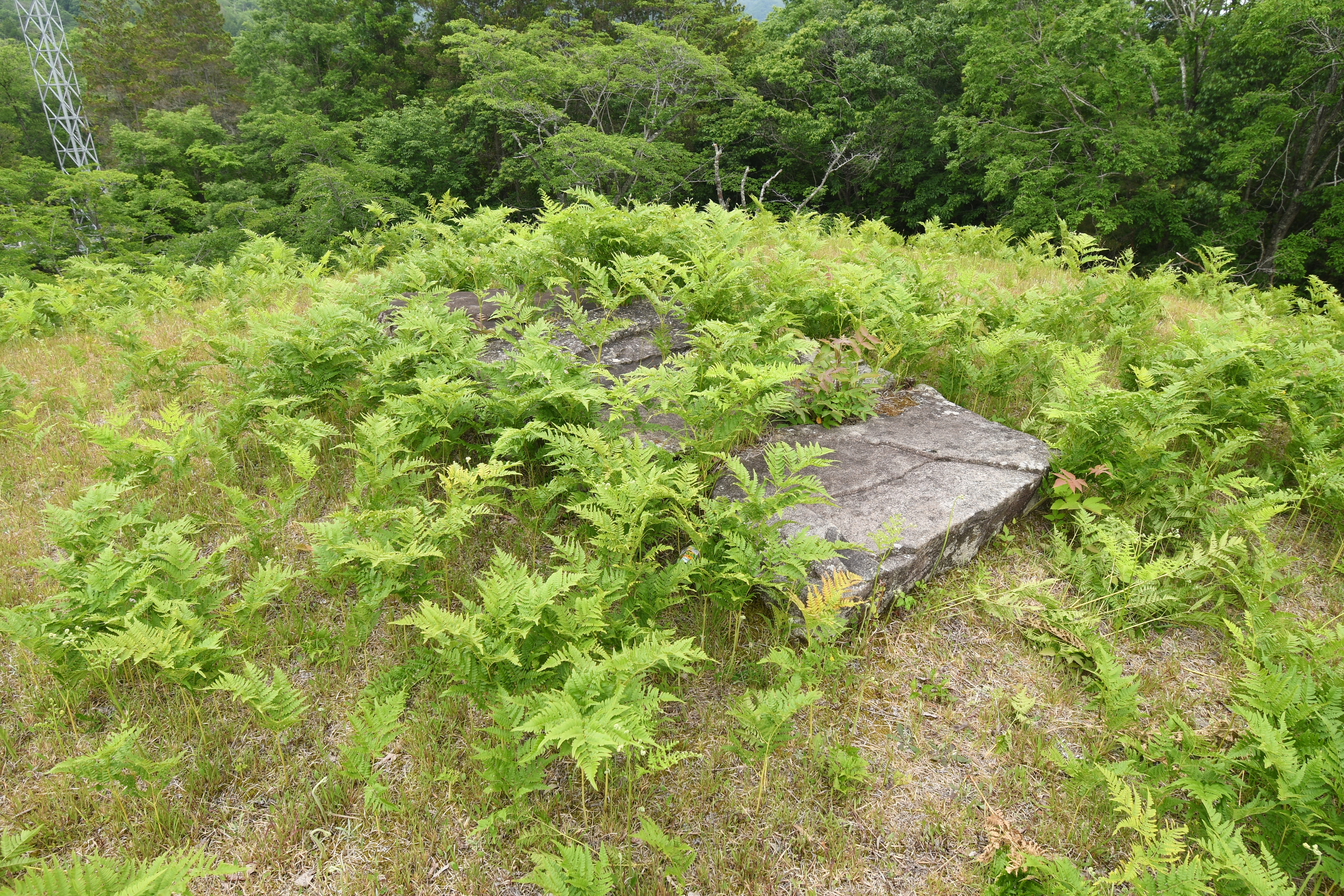
後円部墳頂の石室天井石

埋葬施設としては、後円部（円丘部）の頂部中央において竪穴式石室（竪穴式石槨）が構築されている。大部分が明治期の盗掘で破壊されているが、石室の内法は長さ3.6メートル・幅1.2メートル程度とみられる。
発掘当時に関する記録では「地下九尺餘ノ所ニ於テ石棺ヲ発見セリ」とあり、墳頂から深さ約2.7メートルの位置で石室が確認されたとみられる。墳丘内の深い位置に石室が存在することから、天狗山古墳・勝負砂古墳（いずれも岡山県倉敷市）を代表例とする渡来系竪穴式石室のように、墳丘盛土前の石室構築（墳丘後行型）の可能性がある。また石室内からは鎹が出土しており、鎹使用木棺の存在が推測されることから、釘使用木棺を採用した酒屋高塚古墳とともに色濃い朝鮮半島系要素が指摘される。

## 出土品

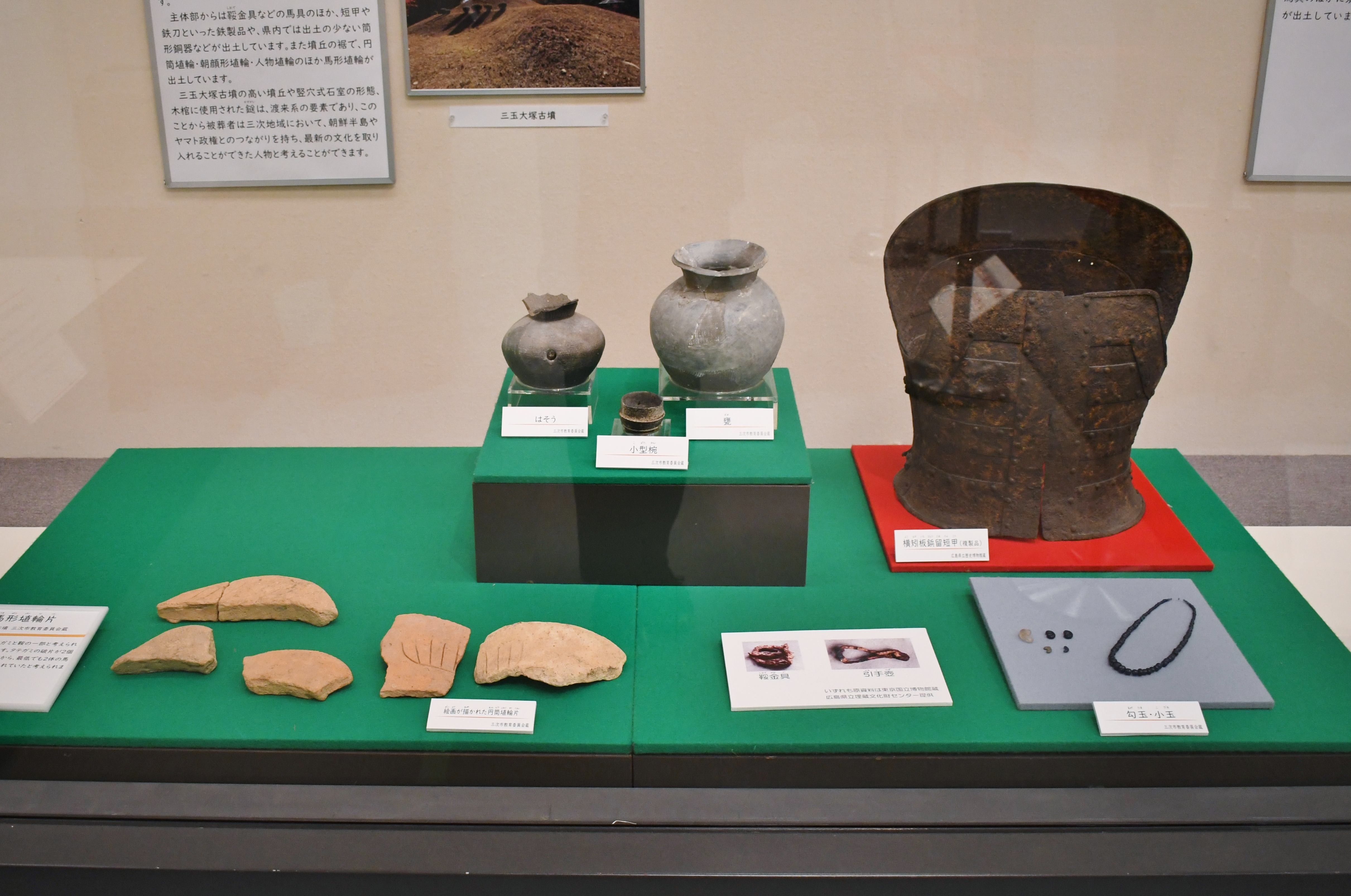
出土品短甲は複製品。広島県立歴史博物館・三次市教育委員会蔵、みよし風土記の丘ミュージアム（広島県立歴史民俗資料館）企画展示時に撮影。

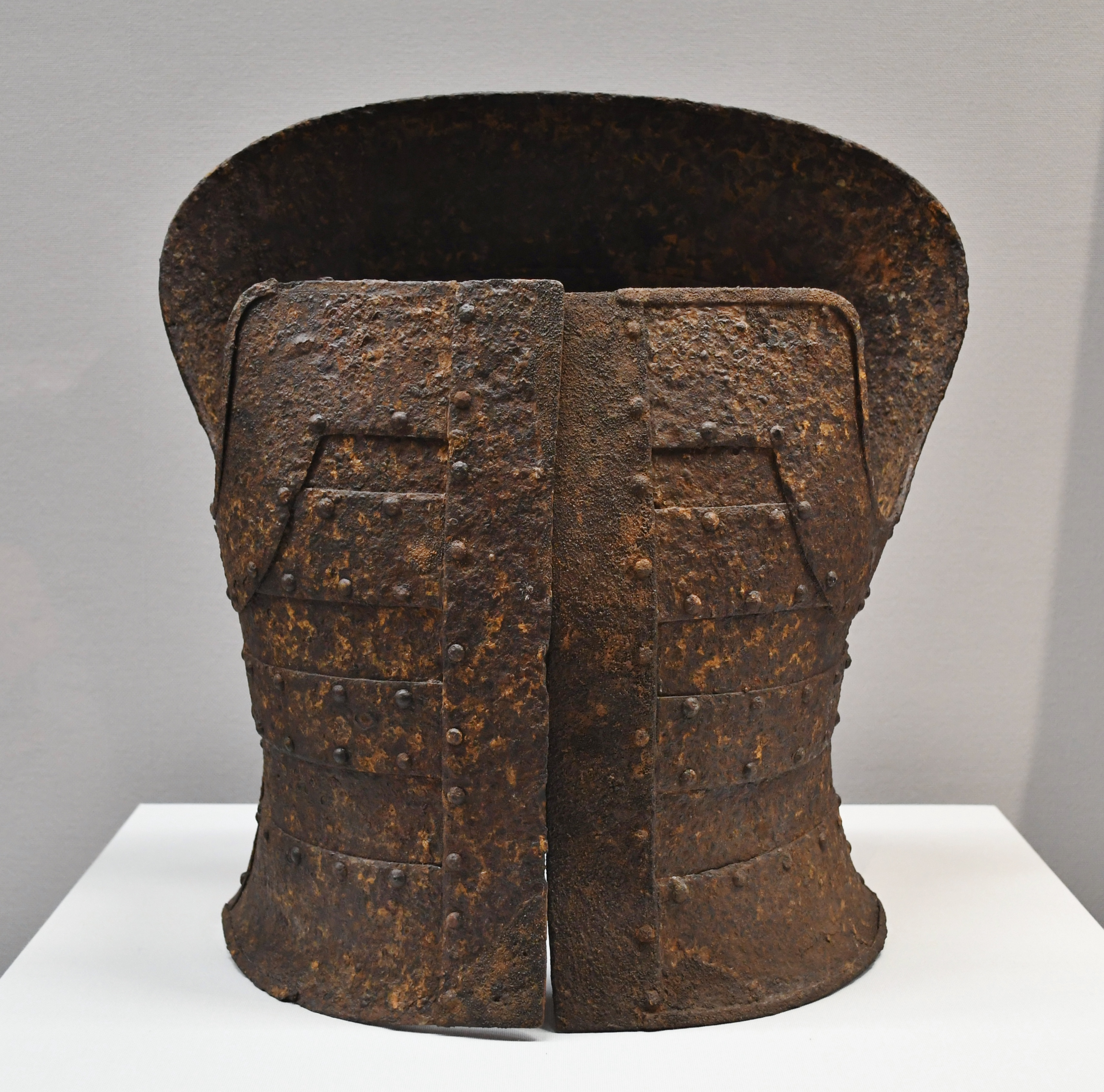
横矧板鋲留短甲東京国立博物館展示。

竪穴式石室から出土した副葬品は次の通り。
- 鎹
- 銅鏡
  - 鋸歯文鏡 1
  - 珠文鏡 1
- 玉類
  - 水晶製勾玉
  - 碧玉製管玉
  - 滑石製勾玉
  - 滑石製有孔円版
  - 滑石製臼玉
  - ガラス製勾玉 - 尻尾を巻き込む珍しい形状で、藤の森古墳（大阪府藤井寺市）に類例。
  - ガラス製小玉
- 筒形銅器
- 武器
  - 鉄刀
  - 鉄鉾
  - 鉄鏃
- 農工具
  - 鉄斧
  - 鉇
  - 鉄鍬片
- 甲冑
  - 冑
  - 横矧板鋲留短甲 - 両肩に肩紐を留めるための小穴各2がある。
- 馬具
  - 轡
  - 鞖金具[6]
  - 馬具残片
- 砥石

また、墳丘から出土した円筒埴輪片には、舟とみられる線刻が認められており、眼前の馬洗川における水運との関連性が示唆される。馬形埴輪片にはタテガミ2個体分があり、馬形埴輪は最低2体存在したとみられる。

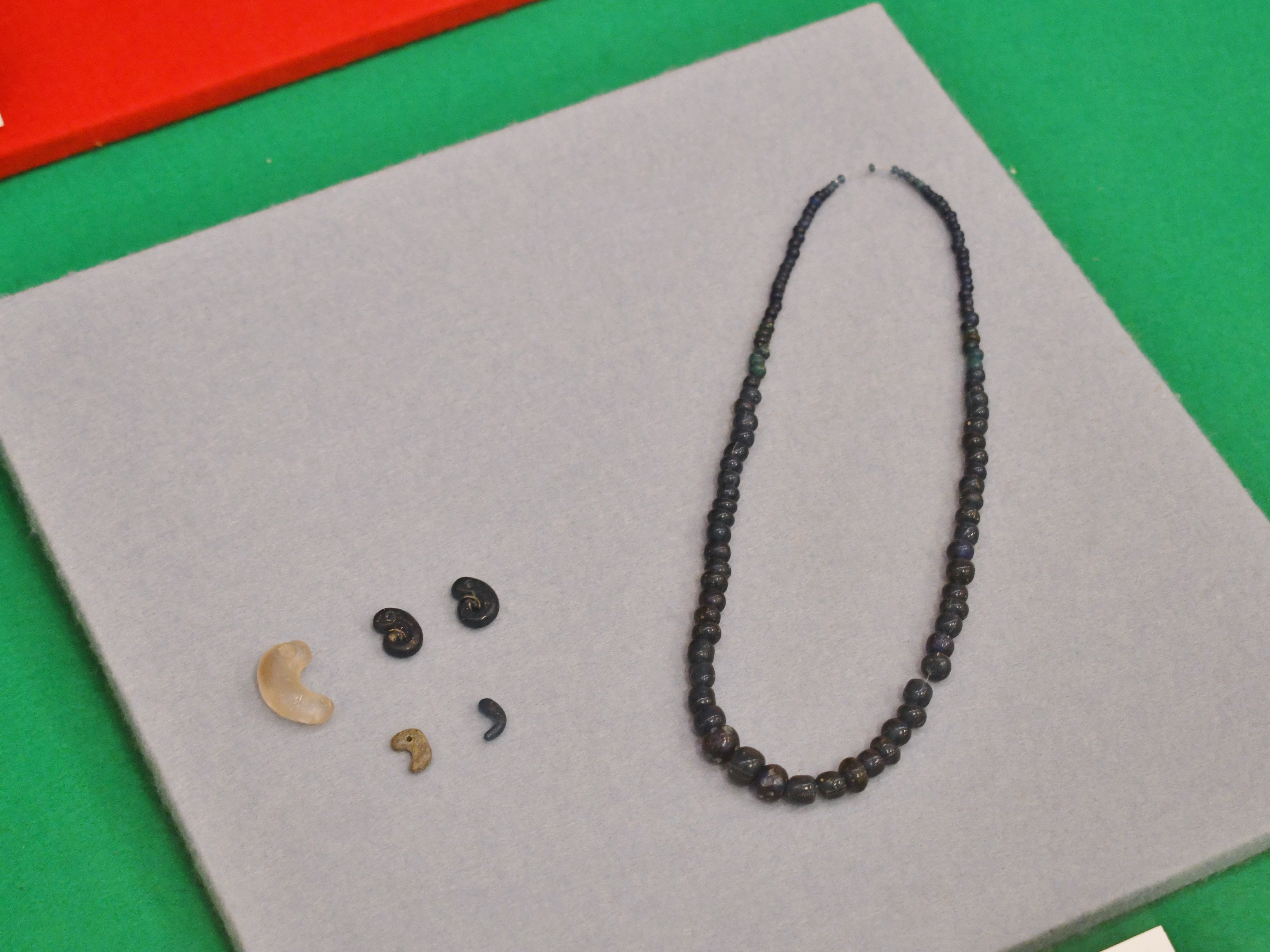
玉類
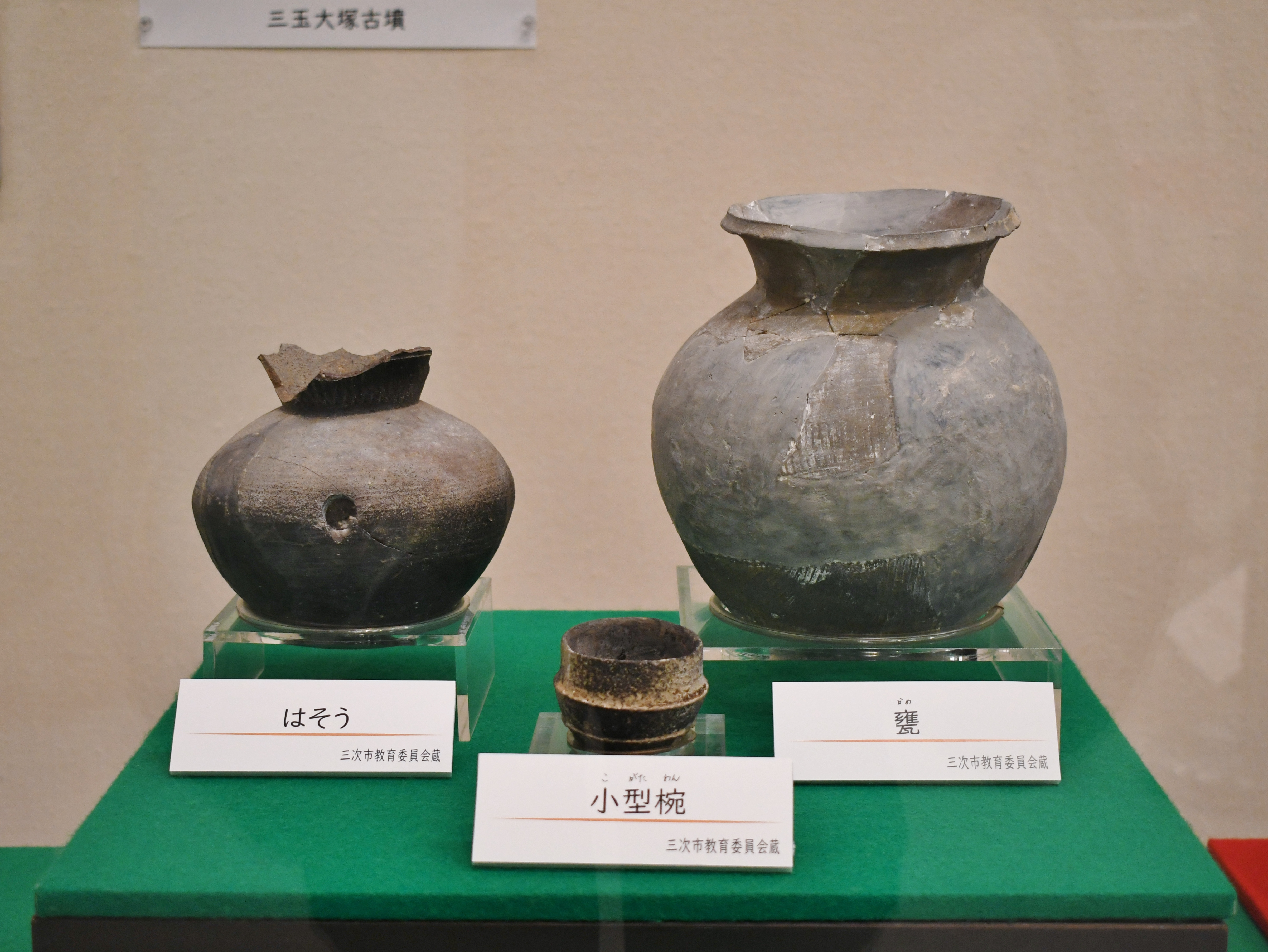
須恵器
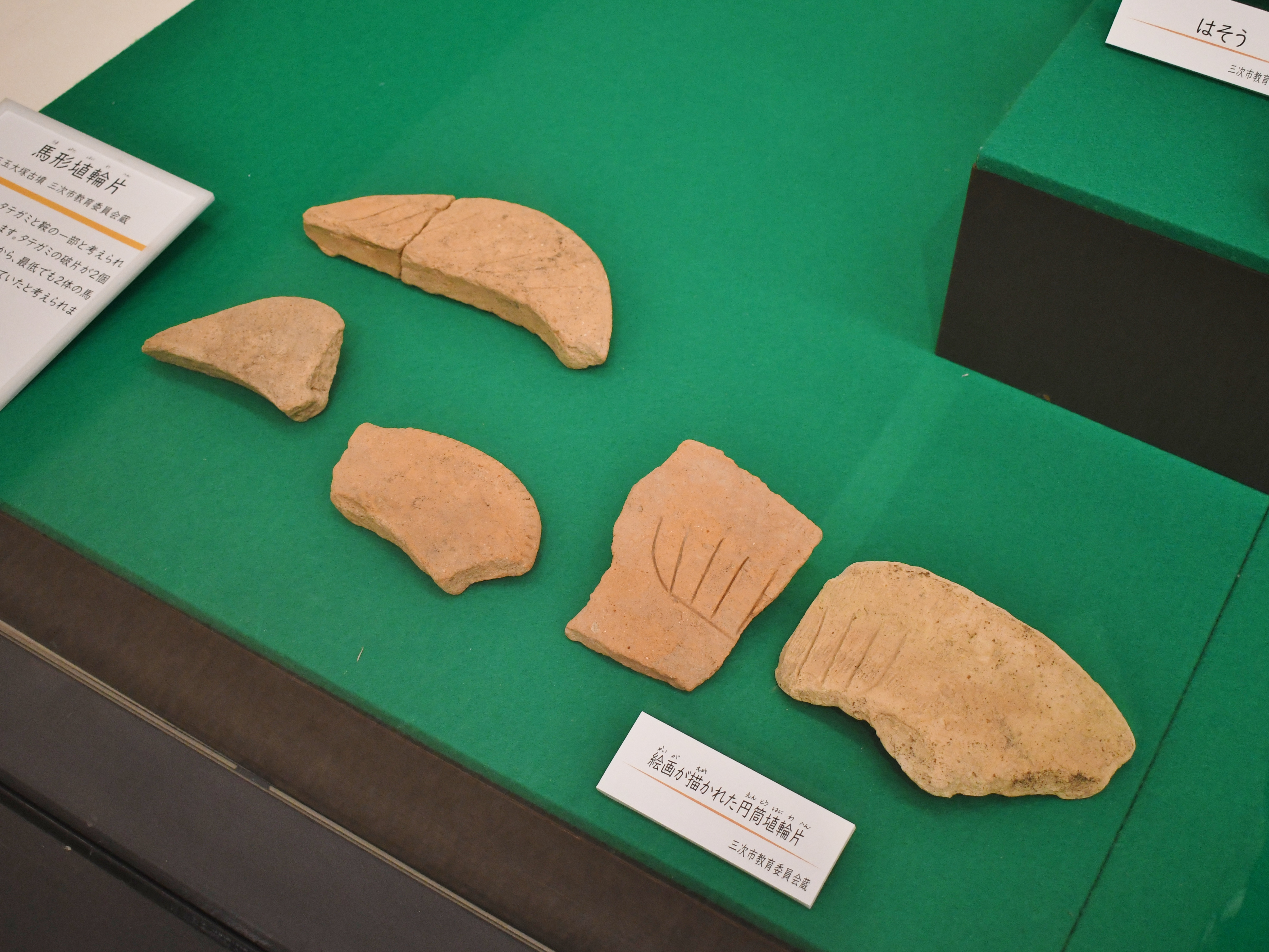
馬形埴輪片・絵画（舟か）が描かれた円筒埴輪片

## 文化財

### 広島県指定文化財
- 史跡
  - 三玉大塚古墳 - 1978年（昭和53年）10月4日指定。

## 関連施設
- 東京国立博物館（東京都台東区） - 三玉大塚古墳の出土品を保管。
- 広島県立歴史博物館（ふくやま草戸千軒ミュージアム）（福山市西町） - 三玉大塚古墳の出土品を保管。
- 吉舎歴史民俗資料館（三次市吉舎町吉舎） - 三玉大塚古墳の出土品を保管。

## 関連文献
（記事執筆に使用していない関連文献）
- 高橋直一「明治三十六年双三郡吉舎大塚山古墳発掘當時の記録」『備後史談』、備後郷土史会、1942年。
- 広島県教育委員会 編『三玉大塚 -調査と整備-』吉舎町教育委員会、1983年。